# Dynodorcus curvidens
Dynodorcus curvidens là một loài bọ cánh cứng trong họ Lucanidae. Loài này được Hope mô tả khoa học năm 1840.